# Кот Котофеевич (мультфильм)
«Кот Котофеевич» — советский музыкальный мультфильм 1981 года по мотивам русской народной сказки «Кот и лиса».

## Сюжет
Надоел Кот старухе,  из-за того что состарился и мышей ловить перестал. Старуха заставила старика выгнать кота. Старик понёс кота в лес и там еле-еле оставил.
Попав в лес, Кот познакомился с лисой Лизаветой Ивановной. Она представила его лесным зверям как Тигра. Узнали Заяц, Медведь и Волк о тигре и решили посмотреть на диковинку. Лиса сказала, чтобы они принесли ему подарки под большой дуб, а сами спрятались от него. Привела Лиса Кота, и он быстро съел все подарки. Увидал нос дрожащего от страха волка и подумал, что это мышь. Цапнул его за нос и напугал всех троих так, что они убежали далеко-далеко.

## Создатели
- Автор сценария: Виктор Мережко
- Кинорежиссёр: Галина Баринова
- Художники-постановщики: Галина Баринова, Нина Николаева
- Композитор: Владимир Кривцов
- Кинооператор: Михаил Друян
- Звукооператор: Владимир Кутузов
- Художники-мультипликаторы: 
  - Людмила Лобанова,
  - Владимир Пальчиков,
  - Олег Комаров,
  - Ольга Орлова,
  - Галина Золотовская,
  - Сергей Дёжкин
- Роли озвучивали:
  - Георгий Бурков — Кот
  - Валентина Талызина — Лиса
  - Пётр Вишняков — старик
  - Зинаида Нарышкина — старуха
  - Рогволд Суховерко — Медведь
  - Николай Караченцов — Волк
  - Гарри Бардин — Заяц
- Ассистент режиссёра: Людмила Морозова
- Монтажёр: Елена Белявская
- Редактор: Елена Михайлова
- Директор съёмочной группы: Любовь Бутырина